# Riu de Llastres
El riu de Llastres és un curs d'aigua del Baix Camp que neix al coll de Fatxes i que forma part de la unitat hidrològica de les rieres de Llaberia-Vandellòs. Malgrat el seu nom, és una riera, ja que sol baixar sec excepte en temps de pluges torrencials. Desaigua a la Mediterrània entre Miami Platja (a Mont-roig del Camp) i l'Hospitalet de l'Infant (a Vandellòs i l'Hospitalet de l'Infant).
El nom del riu Llastres fa referéncia a la mansio Oleastrum, citada pels autors antics Antoní i Estrabó, la qual ha estat situada pels estudiosos des de finals del segle xix, a l'Hospitalet de l'Infant. El terme llatí "oleaster" va donar lloc en català a 'ullastre' i la pronunciació de riu Ullastre es va transformar en el nom que coneixem en l'actualitat.